# Chlorita helichrysi
Chlorita helichrysi är en insektsart som beskrevs av Vidano 1964. Chlorita helichrysi ingår i släktet Chlorita och familjen dvärgstritar. Inga underarter finns listade i Catalogue of Life.